# Kościół św. Ignacego Loyoli w Bydgoszczy

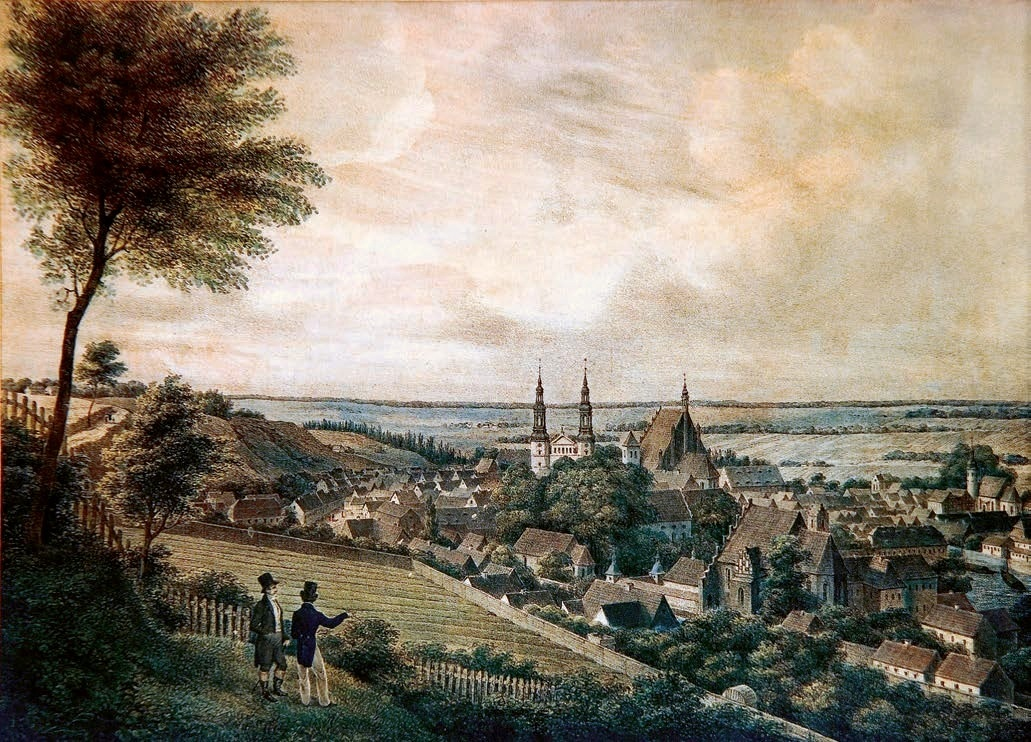
Panorama Bydgoszczy z 1838 roku J.C.Cederholma – barokowe wieże kościoła jezuitów widoczne na pierwszym planie

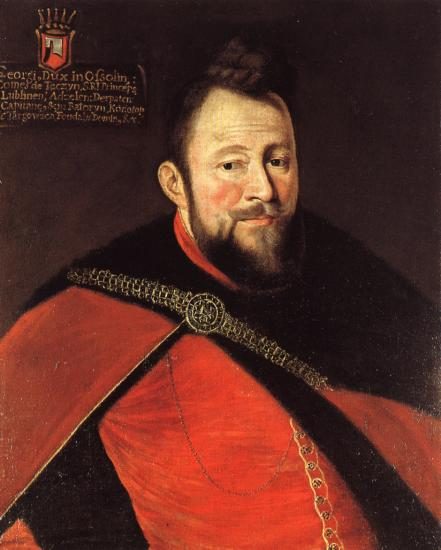
Wielki kanclerz koronny Jerzy Ossoliński (1595-1650) – bydgoski starosta, jeden z głównych fundatorów kościoła

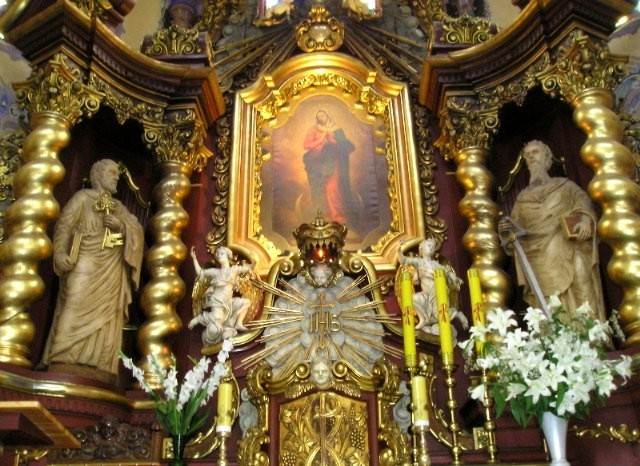
Obraz „Niepokalane Poczęcie Najświętszej Marii Panny” Maksymiliana Piotrowskiego mieszczący się w latach 1850-1940 w ołtarzu kaplicy prawej, uratowany przed zniszczeniem w czasie okupacji niemieckiej przez Kazimierza Boruckiego. Zdjęcie z ołtarza kościoła św. Piotra i Pawła w Bydgoszczy

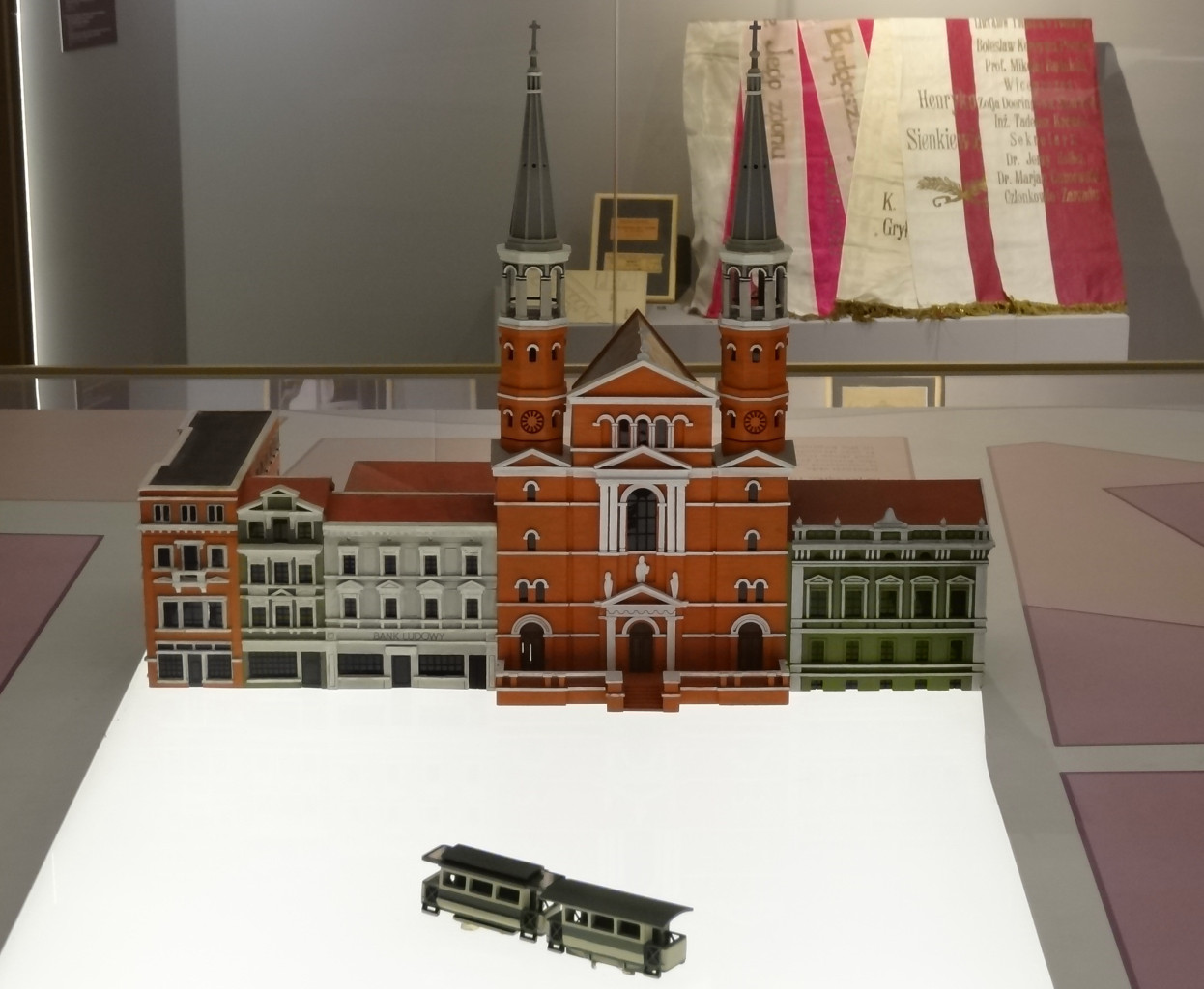
Model zburzonej w 1940 zachodniej pierzei Starego Rynku w Bydgoszczy z kościołem jezuickim pw. św. Ignacego Loyoli

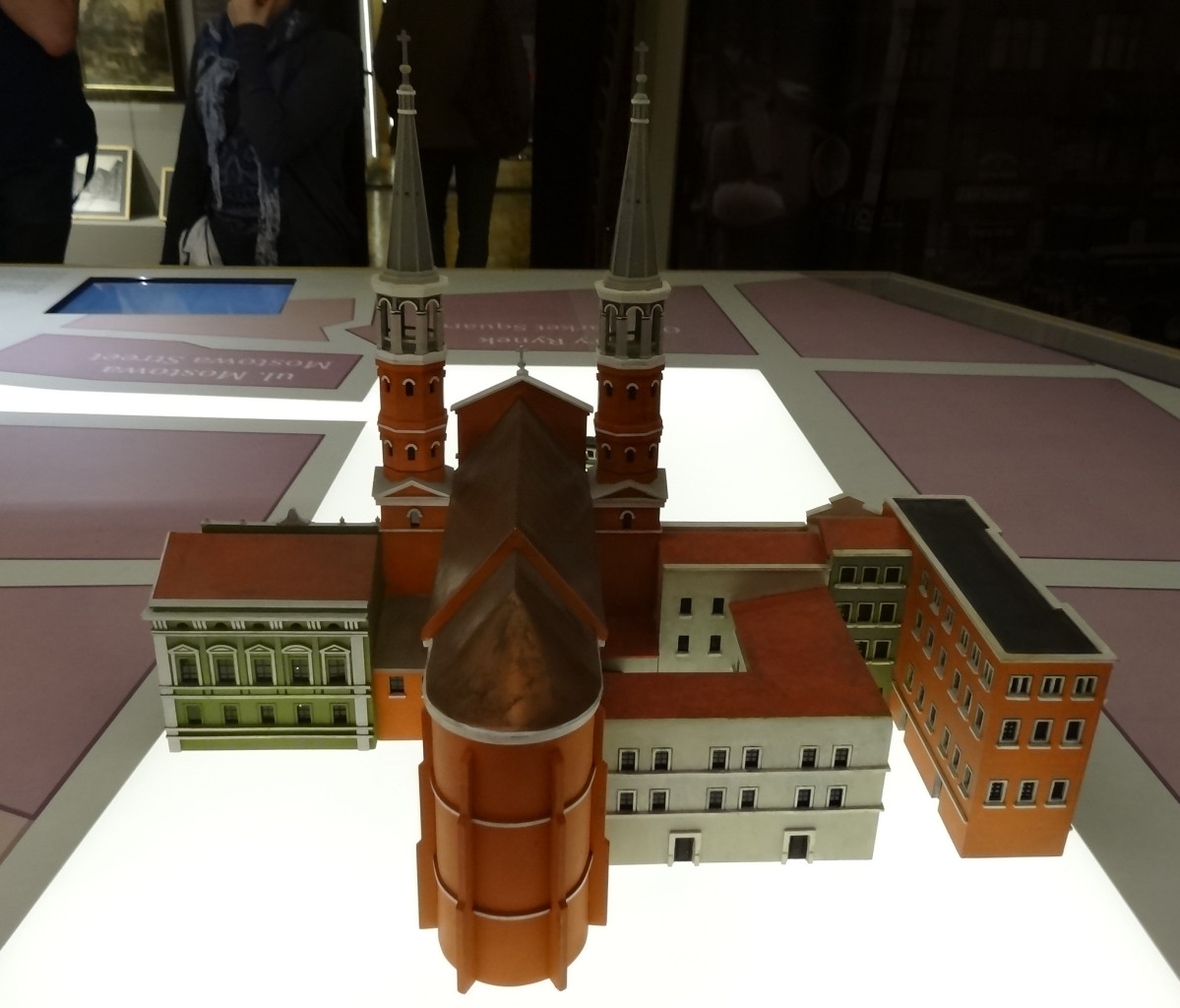
Model kościoła jezuickiego - widok od tyłu

Kościół św. Ignacego Loyoli (pierwotnie kościół św. Krzyża) – wybudowany w 1638 roku kościół, który znajdował się w Bydgoszczy w zachodniej pierzei Starego Rynku. Patronem świątyni był do 1806 r. Święty Krzyż, po czym nadano jej wezwanie św. Ignacego Loyoli. Zburzony w 1940 roku.

## Historia
Powstanie kościoła jezuickiego wiąże się z ulokowaniem w Bydgoszczy na początku XVII w. konwentu jezuitów.

### Okres staropolski 1638-1772
Pierwsi zakonnicy przybyli do Bydgoszczy z kolegium poznańskiego w 1616 roku i zajęli pomieszczenia przy kościele parafialnym. Sprowadzenie nowego zakonu odbyło się w kontekście znacznego poparcia władz miejskich, części mieszczan oraz dziekana Kapituły Kujawskiej (późniejszego biskupa chełmińskiego) Kaspra Działyńskiego. W 1619 zakonnicy założyli w mieście swoją rezydencję, a przy niej szkołę gramatyki. Był to początek owocnej działalności oświatowej, której rozwinięciem było później powołanie pełnoprawnego kolegium jezuickiego w Bydgoszczy (1647).
Biskup chełmiński uposażył jezuitów w wieś Płonkowo, kamienicę w Bydgoszczy oraz przekazał w 1638 r. cudowny krzyż z relikwiami. Wtedy to podjęto decyzję o wezwaniu nowo budowanego kościoła – Świętego Krzyża. Jezuici sprowadzili do budowy wysokiej klasy rzemieślników: brata zakonnego - muratora Wojciecha Przybyłkiewicza i złotnika M. Małczykiewicza – wykonawcy ołtarza. W 1642 biskup przyjął jako współfundatora wielkiego kanclerza koronnego Jerzego Ossolińskiego, a po śmierci biskupa w 1646 całość zobowiązań finansowych dźwigał Ossoliński.
Budowę kościoła św. Krzyża ukończono w 1649 roku. 27 maja tego roku został poświęcony przez archidiakona warszawskiego, a uroczysta konsekracja wraz z kolegium nastąpiła w roku 1653.
Była to budowla pierwotnie manierystyczna, bezwieżowa, jednonawowa, z prezbiterium i dwiema kaplicami: Matki Boskiej i św. Józefa. W 1650 rozpoczęto budowę wieży północnej. Na sztychu Erika Dahlberga z 1657 roku widnieje ona w pełni wykończona. Wieżę południową zbudowano w latach 1691–1695 z fundacji chorążego malborskiego Jana Komorowskiego. Obie zwieńczone miedzianymi hełmami barokowymi miały 48 m wysokości i stanowiły dominantę w krajobrazie miasta.
W czasie potopu szwedzkiego świątynia została splądrowana. Ponowny rozwój klasztoru przypada na II połowę XVII wieku; kolejne etapy przebudowy świątyni i kolegium trwały do 1740 roku.

### Okres rozbiorów 1772-1920
W 1780 po kasacie jezuitów, kościół przeszedł pod kuratelę parafii farnej. W 1806 wojska francuskie urządziły swój sztab w kościele. Duchowieństwo, w obawie przed zbezczeszczeniem cudownego krzyża z ołtarza głównego, przeniosło go do kościoła farnego i już stamtąd nie powrócił.
W 1806 patronem świątyni został św. Ignacy Loyola. W latach 1814–1830, gdy remontowany był kościół farny, jego funkcję pełnił kościół pojezuicki. Odprawiano w nim nabożeństwa zarówno dla Polaków, jak i dla Niemców. 18 sierpnia 1834 świątynię oficjalnie przekazano niemieckiej wspólnocie katolickiej, zmieniając przy tym fasadę kościoła.
Znakami Bydgoszczy i okolicznej przestrzeni już od XVIII w. stały się dwie barokowe wieże kościoła. Anonimowi autorzy w 1843 pisali o „szczególnie pięknych wieżach kościelnych, prawdziwej ozdobie miasta”. Natomiast w 1848 pisano o kościele: 

"Największa ozdoba naszego miasta, atrakcja dla przybyszów, nasza duma, wyniosłe wieże kościoła jezuitów"

Jednak 16 czerwca 1848 około 18:00 wichura podczas gwałtownej burzy z gradobiciem strąciła hełmy z wież. Od razu zawiązał się „Komitet Odbudowy Wieżyc Kościoła Jezuickiego”, który rozpoczął zbieranie składek. W 1857 przykryto je tymczasowymi daszkami, a w latach 1880–1882 odbudowano w formie neogotyckiej, przywracając ich dawną wysokość. Przy tej okazji zmieniono również wygląd zewnętrzny fasady w stylu neoklasycystycznym oraz zbudowano taras ze schodami przed wejściem. W 1881 gmina niemiecka ufundowała 3 dzwony (św. Ignacy, św. Bonifacy, św. Wojciech), z których I wojnę światową przetrwał tylko najmniejszy dzwon – św. Wojciech.

### Okres międzywojenny 1920–1939
W okresie międzywojennym, mimo że kościół oficjalnie należał do katolików niemieckich, co niedziela suma o 11.00 była odprawiana w języku polskim. W 1925 zarwała się posadzka przy głównym ołtarzu i wówczas dokonano oględzin podziemi kościoła. W podziemnej krypcie znaleziono 86 trumien z II połowy XVII wieku. W krypcie pod bocznym ołtarzem znajdowała się trumna Franciszka Ossolińskiego, przedwcześnie zmarłego w 1648 starosty bydgoskiego, jedynego syna kanclerza wielkiego koronnego Jerzego Ossolińskiego. Kościół był chętnie odwiedzany przez turystów zauroczonych jej stylem włoskiej proweniencji. Do kaplicy Matki Boskiej obraz ołtarzowy wykonał pochodzący z Galicji malarz Antoni Procajłowicz, w latach 1922–1924 wykładowca Państwowej Szkoły Przemysłu Artystycznego w Bydgoszczy.

### Okres wojny 1939–1940
Podczas krwawej niedzieli w Bydgoszczy 3 września 1939 dywersanci niemieccy strzelali z wież kościoła do Polaków. Po zajęciu miasta przez hitlerowców nowy nadburmistrz Bydgoszczy, nazista Werner Kampe zarządził przebudowę centrum miasta na modłę narodowosocjalistyczną. Doprowadził on do realizacji pomysłu wyburzenia zachodniej pierzei rynku i wschodniej pierzei ul. Mostowej, aby stworzyć przestrzeń dla nowego ratusza w stylu „hitlerowskim” i zapewnić odpowiednią przestrzeń dla defilad wojskowych. Legenda głosi, że podczas rozstrzeliwań 9 września 1939 na ścianie kościoła odcisnęła się ręka księdza (Piotra Szarka lub Stanisława Wiórka z parafii św. Wincentego a Paulo), której Niemcy nie potrafili zetrzeć. Poza licznymi relacjami świadków nie udało się jednak udowodnić wystąpienia tego zjawiska, którego nie widać na zdjęciach z rozbiórki kościoła, przez co sprawa do dziś budzi kontrowersje. Wyburzenie kościoła przeprowadzono od 18 stycznia do 27 marca, a kamienic do 23 października 1940 roku. W zamian hitlerowcy nie zdążyli postawić nic nowego. W ten sposób po wojnie pozostało okaleczone centrum miasta, bez świątyni, która do tego czasu była jedną z ikon miejskiej architektury (ze względu na wieże – dominanty) i miejskiej historii.

### Celebracje wydarzeń historycznych
Świątynia położona w eksponowanym miejscu na rynku była naturalnym miejscem dla celebracji różnorodnych świąt i wydarzeń historycznych.
- 6 listopada 1657 król Jan Kazimierz Waza oraz elektor Prus Książęcych Fryderyk Wilhelm Hohenzzolern zaprzysiężyli przed nią traktaty welawsko-bydgoskie,
- 6 grudnia 1806 ogłoszono w świątyni powstanie antypruskie,
- 19 lutego 1807 uroczyście odczytano dekret o powstaniu Księstwa Warszawskiego,
- 5 stycznia 1814 odbyła się Msza św. w intencji spokoju duszy śp. Ks. Józefa Poniatowskiego,
- 20 stycznia 1920 odbyła się uroczystość przejęcia władzy po 148 latach zaboru pruskiego, w obecności polskiego wojska,
- 9-10 września 1939 Niemcy przed jej frontem rozstrzelali 50 bydgoszczan, w tym kilku księży w odwecie za „krwawą niedzielę” 3 września 1939 r., kiedy społeczeństwo Bydgoszczy spontanicznie stłumiło hitlerowską dywersję.

### Starania o odbudowę kościoła
Akt zburzenia kościoła i całej zachodniej pierzei Starego Rynku polscy mieszkańcy odebrali jako przejaw barbarzyńskiego niszczenia kultury i polskości. Zachodnia pierzeja rynku była reprezentacyjną częścią Starego Miasta i wyznaczała odpowiednie proporcje architektoniczne dla rynku, co artykułowali historycy sztuki oraz urbaniści.
Postulat o odbudowie kościoła powstał już w 1946 roku. Niestety hasło „kościół” był nie od przełknięcia dla władz socjalistycznych, które niewygodny dla niej temat przez wiele lat ignorowały. Celowe zepchnięcie starań o odbudowę na margines życia społecznego miał bardzo poważne konsekwencje dla późniejszych procesów świadomościowych i integracyjnych nowych pokoleń bydgoszczan.
Nowe starania o odbudowę kościoła i pierzei datują się na lata 80. XX wieku. W 1990 roku zawiązał się Społeczny Komitet Rekonstrukcji Zachodniej Pierzei Starego Rynku w Bydgoszczy. Obecnie istnieją dwa zasadnicze nurty społeczne:
- zwolennicy wiernego odtworzenia kościoła i pierzei, stawiający na pierwszym miejscu szacunek dla tożsamości historycznej miasta, gdyż współczesna architektura uniwersalistyczna nie może udźwignąć ciężaru historii w tym miejscu,
- zwolennicy tzw. twórczego odtworzenia (budowy w stylu współczesnym), łącząc szacunek dla historii z dziełem współczesnego pokolenia.

## Architektura
Kościół jezuicki został wzniesiony w rzadkim w Polsce stylu klasycyzmu palladiańskiego. Była to odmiana późnego renesansu (manieryzmu) wprowadzona przez włoskiego architekta Andrea Palladio, którego wyznawcą był budowniczy świątyni Wojciech Przybyłkowicz.
Kościół był budowlą jednonawową, salową o długości 36,5 m i szerokości 13,4 m wkomponowaną w zachodnią pierzeję Starego Rynku. Posiadała dwie kaplice boczne: Matki Boskiej i św. Józefa. Wnętrze kościoła utrzymane było w stylu baroku. W kamiennym ołtarzu umieszczono cudowny krzyż podarowany przez biskupa Kaspra Działyńskiego.
Wieże kościoła dostawione później (w latach 1650-1652 i 1690-1695) posiadały okazałe barokowe hełmy nałożone (nie przytwierdzone) na szczyty wież. W latach 1880-1882 dokonano neogotyckiej stylizacji fasady i wież kościoła.
W 1850 w kościele zostały zainstalowane dwa obrazy wybitnego malarza Maksymiliana Piotrowskiego: 
- św. Ignacy Loyola – w ołtarzu głównym,
- Niepokalane Poczęcie Najświętszej Marii Panny – w ołtarzu kaplicy prawej.

Ponadto kaplicę Matki Boskiej ozdabiał obraz Antoniego Procajłowicza, a wnętrze kościoła zdobiły dzieła rzeźbiarza poznańskiego, Władysława Marcinkowskiego.

## Relikty świątyni
Relikty wyposażenia kościoła znajdują się obecnie na wyposażeniu innych świątyń:
- obraz św. Ignacego Loyoli M. A. Piotrowskiego, który znajdował się w ołtarzu głównym – w kościele jezuitów w Jastrzębiej Górze,
- obraz M.A. Piotrowskiego „Niepokalane Poczęcie Najświętszej Marii Panny” – w kościele Świętych Apostołów Piotra i Pawła w Bydgoszczy,
- obraz Najświętszego Serca Jezusa, ławy, konfesjonały – w kościele katedralnym w Bydgoszczy,
- cudowny krzyż z ołtarza głównego – w kościele katedralnym w Bydgoszczy (od 1806 r.)
- ołtarze św. Józefa i św. Wojciecha, świecznik, tabernakulum – w kościele pw. św. Wincentego a’Paulo w Bydgoszczy,
- ołtarz św. Antoniego i ambona – w kościele św. Antoniego w Bydgoszczy.